# Гілберт (Арканзас)
Гілберт (англ. Gilbert) — місто (англ. town) в США, в окрузі Серсі штату Арканзас. Населення — 26 осіб (2020).

## Географія
Гілберт розташований за координатами 35°59′26″ пн. ш. 92°43′2″ зх. д. / 35.99056° пн. ш. 92.71722° зх. д. (35.990535, -92.717238).  За даними Бюро перепису населення США в 2010 році місто мало площу 1,04 км², з яких 1,00 км² — суходіл та 0,04 км² — водойми.

## Демографія
Згідно з переписом 2010 року, у місті мешкало 28 осіб у 14 домогосподарствах у складі 9 родин. Густота населення становила 27 осіб/км².  Було 34 помешкання (33/км²). 
Расовий склад населення:
| - 96,4 % — білих - 3,6 % — корінних американців |

До двох чи більше рас належало 0,0 %. Іспаномовні складали 0,0 % від усіх жителів.
За віковим діапазоном населення розподілялося таким чином: 10,7 % — особи молодші 18 років, 50,0 % — особи у віці 18—64 років, 39,3 % — особи у віці 65 років та старші. Медіана віку мешканця становила 59,0 року. На 100 осіб жіночої статі у місті припадало 86,7 чоловіків;  на 100 жінок у віці від 18 років та старших — 92,3 чоловіків також старших 18 років.
Цивільне працевлаштоване населення становило 6 осіб. Основні галузі зайнятості: роздрібна торгівля — 66,7 %.